# Sømandsmission
Sømandsmissionen er et særligt missionsarbejde, hvis formål er at hjælpe sømændene åndelig og timelig. Sømandsmissionen ser det som sine mål først og fremmest at bringe evangeliet ud til sømændene. Derfor ansættes der præster og missionærer i byer med stor skibsfart. Der holdes særlige gudstjenester og møder. Skibene besøges, ligeledes hospitaler, hvor sømænd ligger, og også fængsler. Under særlige forhold indrettes sømandsstationer og sømandshjem med en mødesal eller en sømandskirke opføres. Desuden søger sømandsmissionen at sørge for sømanden timelig ved at skaffe ham godt og billigt logi, forvare eller hjemsende hans hyre, indrette læsestuer og samlingsstuer og i fornødent fald hjælpe ham økonomisk.
Det ligger i sagens natur, at hver stat fortrinsvis arbejder for sine egne sømænd, og sømandsmissionen falder naturlig i to arbejdsgrene nemlig dels arbejdet for sømændene i fremmede havne, dels arbejdet for dem i de indenlandske havne.
Sømandsmissionen stammer fra Amerika, hvor den begyndte omkring 1830, kom derfra til England og atter derfra til de skandinaviske lande, i hvilke den hurtig vandt udbredelse, først i Norge 1864. Den 12. november 1867 fulgte Danmark efter, idet den danske Forening til Evangeliets Forkyndelse for skandinaviske Søfolk i fremmede Havne da blev stiftet. Blandt de i sin tid fremtrædende arbejdende for sømandsmissionen i Danmark må nævnes den senere biskop Sthyr, dr. Kalkar, dr. Rothe, pastor D.C. Prior, provst H.M. Fenger og pastor A.V. Storm. Denne forening har udrettet meget for skandinaviske sømænd i fremmede havne. Den har haft sømandsstation med sømandspræster blandt andet i Hull (fra 1868) med Grimsby og Gool som bistationer, i London (fra 1868), Newcastle med Hartlepool (fra 1872), Hamborg (fra 1875, men med en afbrydelse 1879—93), i New York med Brooklyn (fra 1878) og i en årrække Libau samt (i tilknytning) San Francisco og Montevideo.
Ved juletid afholdtes ofte julefester for sømændene. Den danske forenings organ var "Havnen". De skandinaviske foreninger har arbejdet i indbyrdes forståelse, idet hvert lands udsendinge har taget sig af alle skandinaviske søfolk. Skandinaviske sømandshjem, Scandinavian Sailors Temperance Home, fandtes i Hull, Hamburg, Liverpool, North Shields, Tyne Dock, Antwerpen, Rotterdam, Cardiff og Rouen.
I Danmark var den indenlandske sømandsmission også drevet af forskellige foreninger og komiteer i de forskellige byer, og ikke få sømandshjem er i sin tid blevet indrettede landet over, blandt andet indrettede Stefansforeningen et sømandshjem i Aarhus 1881, og "Foreningen for Mission blandt Søfolk i København", stiftet 1879, begyndte med en sømandsstue i Holbergsgade, havde en årrække (fra 1881) Bethelskibet ved Nyhavn som midtpunkt for sin sømandsmission og fik endelig 1905 et sømandshus i Nyhavn. 1905 trådte denne forening i forbindelse med "Kirkelig Forening for den Indre Mission i Danmark" og "Kirkelig Forening for indre Mission i København", som også begge drev sømandsmission, og i forening blev nedsat et "Indre Missions Udvalg for indenlandsk Sømandsmission i Danmark", der ledede hele den indenlandske sømandsmission. Under udvalget faldt ledelsen af de fleste sømandshjem i Danmark og bestyrelsen af "Sømandsbiblioteket for Danmark". Udvalgets organ var "Redningsbaaden".
Den kristelige skibsførerforening "Broderkredsen paa Havet" havde en højskole for sømænd i Svendborg og dertil knyttet et sømandshjem for Svendborg og en sømandssparekasse.